# Siewastopolskaja
Siewastopolskaja (ros. Севастопольская) – stacja moskiewskiego metra linii Sierpuchowsko-Timiriaziewskiej (kod 147). Na stacji istnieje możliwość przejścia na stację Kachowskaja linii Kachowskiej. Wyjścia prowadzą na ulicę Azowskaja.

## Konstrukcja i wystrój
Jednopoziomowa, trzynawowa, płytka stacja kolumnowa z jednym peronem, położona bezpośrednio pod stacją Kachowskaja. Kolumny i ściany nad torami pokryto białym marmurem. Tematem przewodnim wystroju jest „Sewastopol – miasto-bohater” (Севастополь - город-герой). Hall stacji ozdobiono mozaiką przedstawiającą morze.

## Odniesienia w kulturze
Problemy stacji są motywem przewodnim powieści Metro 2034 Dmitrija Głuchowskiego. Na początku książki znajduje się jej opis.